# Julianów-Marysin-Rogi

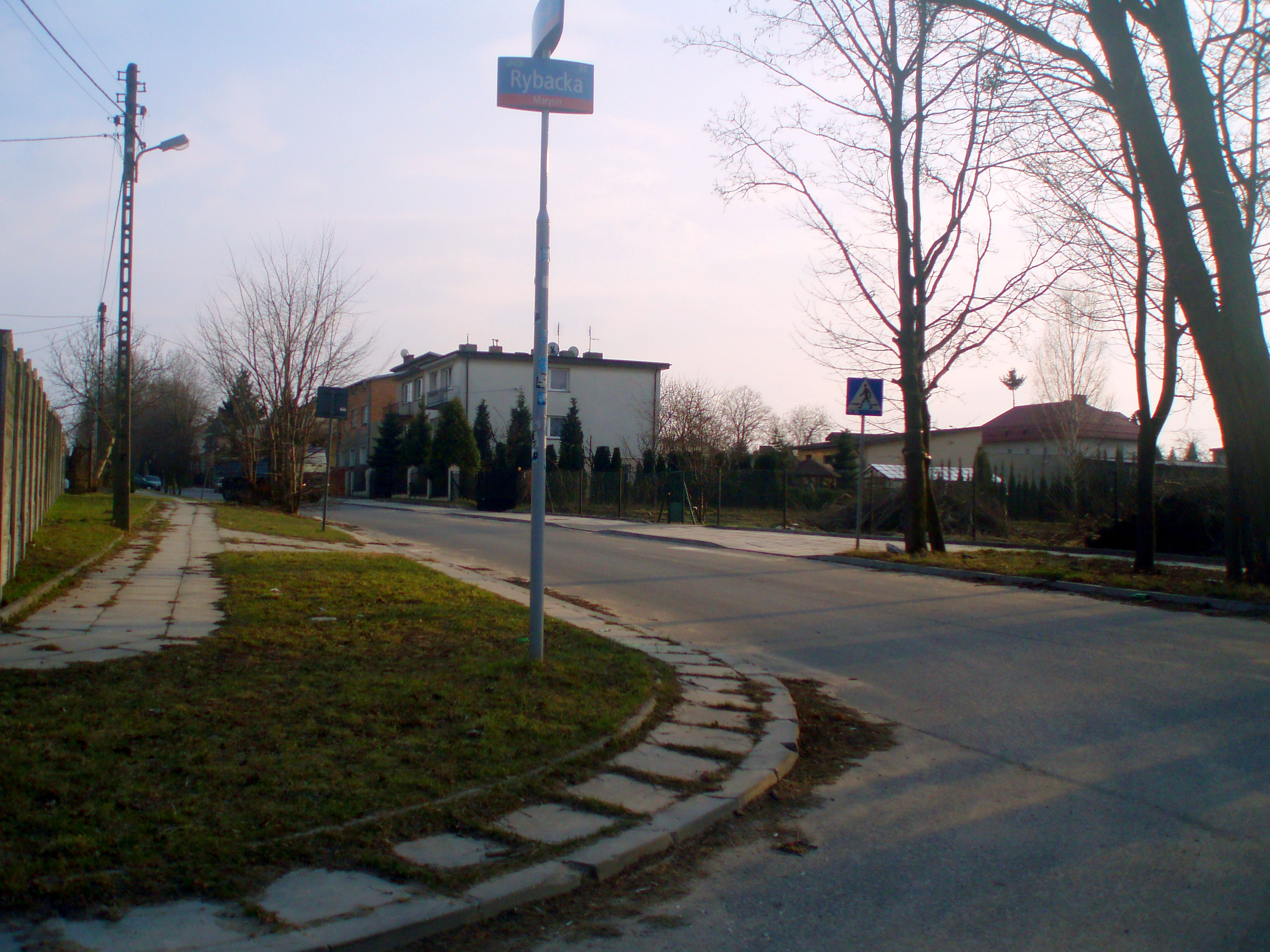
Osiedle Marysin.

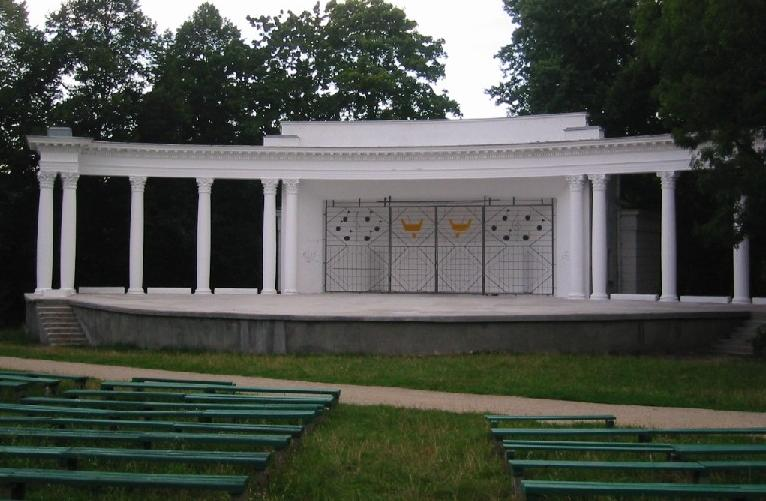
Amfiteatr w Parku Julianowskim.

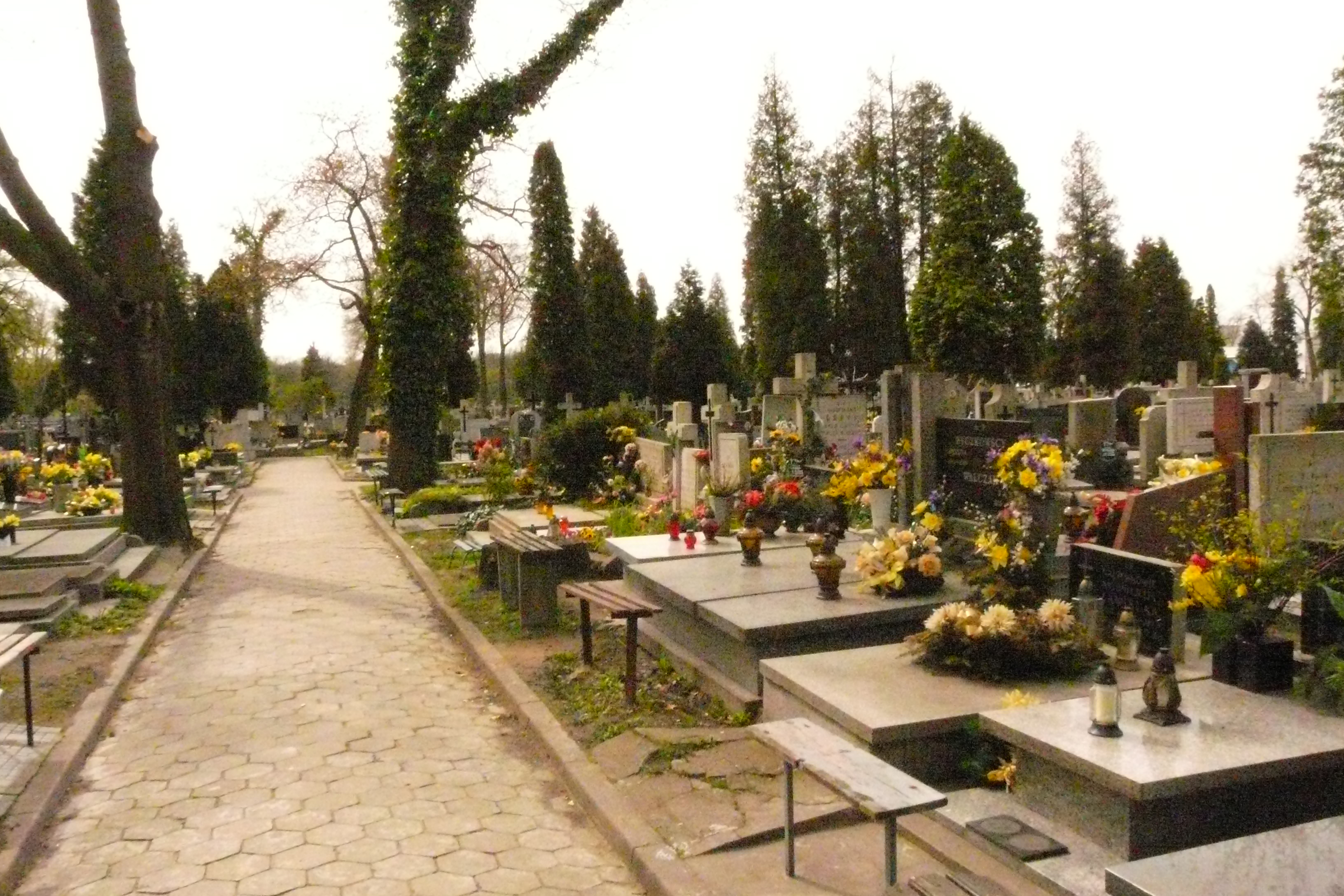
Cmentarz św. Rocha na Julianowie.

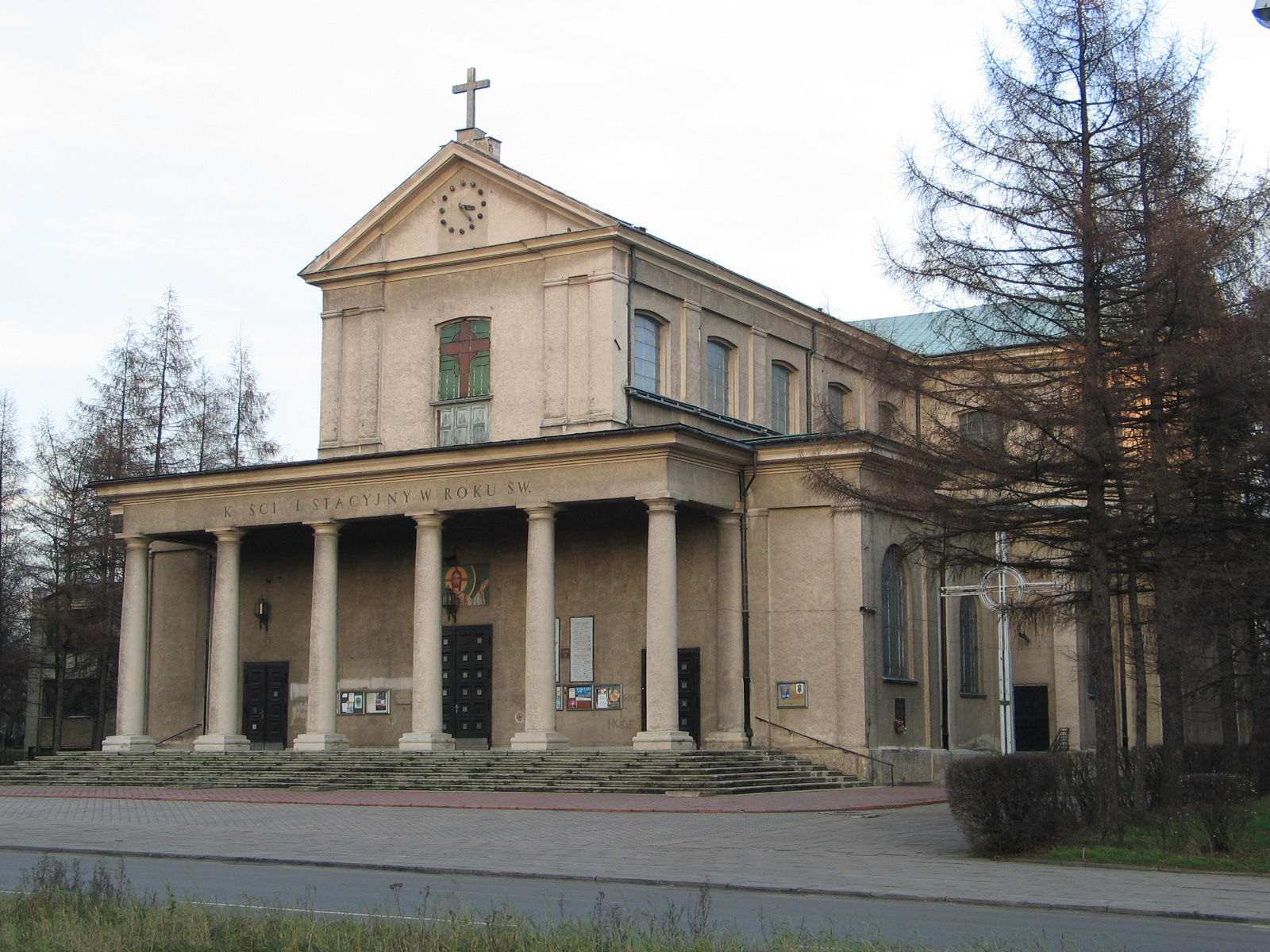
Kościół Najświętszego Serca Jezusowego ul. Zgierska 123

Julianów-Marysin-Rogi – osiedle administracyjne w północnej części Łodzi, w dawnej dzielnicy Bałuty, zamieszkiwane przez 11 660 osoby.

## Położenie i granice
Osiedle położone jest na terenie dawnej dzielnicy Bałuty w północnej części miasta Łodzi. Granicę południową osiedla stanowią ulice Julianowska i Inflancka, wschodnią ulica Strykowska, a zachodnią ulica Zgierska. Od północy granica przebiega ulicą Józefa Bema, następnie niewielkim fragmentem ulicami Sikorskiego i Łagiewnicką, a potem torami kolejowymi relacji Łódź Widzew – Zgierz aż do skrzyżowania z ulicą Kasztelańską, którą biegnie aż do ulicy Wycieczkowej, tam zakręca na północ aż do ulicy Jana Nowaka-Jeziorańskiego na wysokości której skręca na wschód i skrajem lasu biegnie do ulicy Strykowskiej.

## Charakter osiedla
Osiedle Julianów-Marysin-Rogi nie stanowi urbanistycznej całości i zostało wyodrębnione sztucznie dla potrzeb administracyjnych. W skład osiedla administracyjnego wchodzą mniejsze osiedla składowe: Julianów, Marysin oraz Rogi. Wszystkie trzy osiedla charakteryzują się tym, że dominującą zabudową są domy jednorodzinne. Zabudowa ta ma więc charakter podmiejski, mimo że na północ od osiedla Julianów znajdują się blokowiska osiedla Radogoszcz.

### Handel
Na osiedlu nie ma większych centrów handlowych lub hipermarketów, jedynie małe sklepy osiedlowe.

### Ochrona zdrowia
Na terenie osiedla znajduje się oddział Miejskiego Centrum Medycznego im. dr. Karola Jonschera w Łodzi - dawny Szpital im. dr Henryka Jordana.

### Oświata
Na osiedlu Julianów-Marysin-Rogi funkcjonuje kilka przedszkoli i żłobków, a także pięć szkół podstawowych:
- Szkoła Podstawowa nr 39 dla Dzieci Słabo Widzących i Niewidomych
- Szkoła Podstawowa nr 120 im. Konstytucji 3 Maja
- Szkoła Podstawowa nr 142 im. Zawiszy Czarnego
- Szkoła Podstawowa nr 172 im. Stefana Banacha
- Szkoła Podstawowa Specjalna nr 201

Na terenie osiedla znajdują się dwie szkoły średnie:
- XXX Liceum Ogólnokształcące im. ks. bp. Ignacego Krasickiego
- LVI Liceum Ogólnokształcące Specjalne dla Młodzieży Niewidomej, Słabo Widzącej i z Chorobami Przewlekłymi
- Technikum Specjalne nr 23 dla Młodzieży Niewidomej, Słabo Widzącej i z Chorobami Przewlekłymi
- Zespół Szkół Geodezyjno-Technicznych

Na osiedlu znajduje się centrum konferencyjne Uniwersytetu Łódzkiego.

### Parki
Na terenie osiedla Julianów-Marysin-Rogi znajduje się zabytkowy Park im. Adama Mickiewicza, zwany Parkiem Julianowskim, położony nad rzeką Sokołówką. Został on ufundowany przez fabrykanta Juliusza Heinzla, od którego imienia pochodzi nazwa parku, ale również całego osiedla Julianów. W parku znajdują się dwa stawy. Na wschód od Parku Julianowskiego znajduje się tzw. staw Wasiaka otoczony skwerem o tej samej lekcji.

### Cmentarze
Na północ od Parku Julianowskiego, przy ulicy Zgierskiej znajduje się cmentarz św. Rocha, jedna z ważniejszych łódzkich nekropolii.

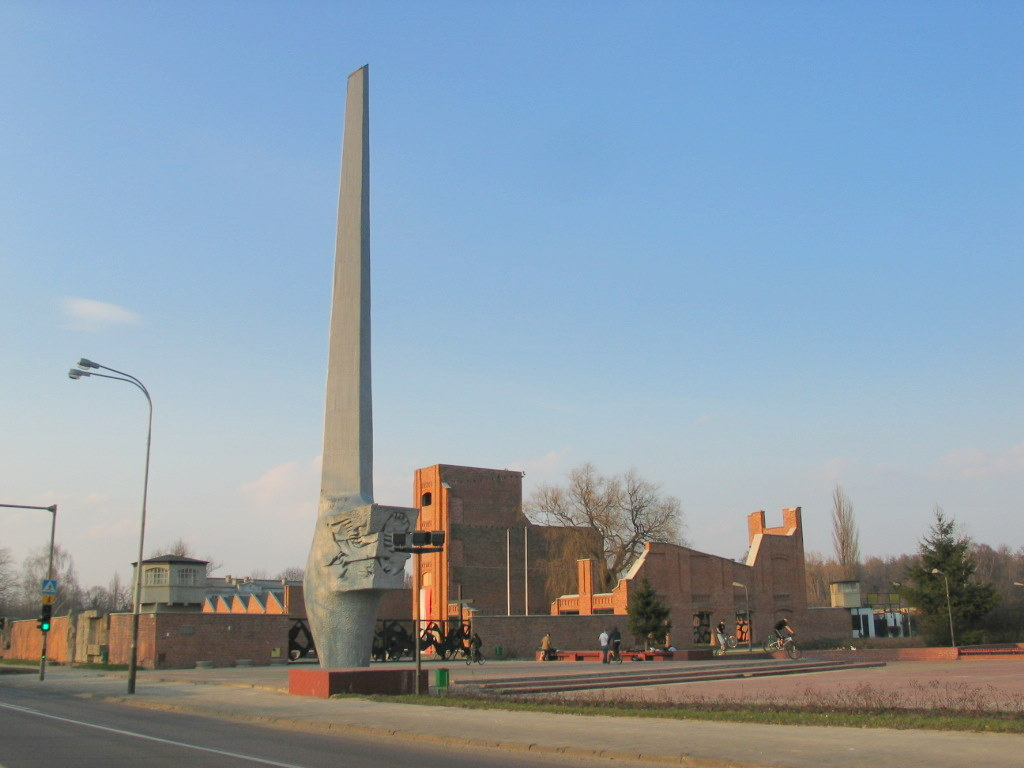
Mauzoleum na Radogoszczu.

### Muzeum Tradycji Niepodległościowych w Łodzi
Na terenie osiedla Julianów-Marysin-Rogi znajdują się dwa oddziały Muzeum Tradycji Niepodległościowych w Łodzi. Na północ od cmentarza św. Rocha i Parku Julianowskiego przy placu Pamięci Narodowej znajduje się budynek dawnego więzienia na Radogoszczu, w którym funkcjonuje obecnie Mauzoleum i muzeum na Radogoszczu w Łodzi. W końcowym okresie okupacji budynek więzienia został podpalony przez Niemców, zginęło wówczas około 1500 mężczyzn, którzy przebywali tam jako więźniowie.
Na osiedlu Marysin na północ od stacji kolejowej Łódź-Marysin znajduje się niemiecka stacja Radegast, z której wywożono Żydów z łódzkiego getta do obozów koncentracyjnych (głównie w Chełmnie nad Nerem – Kulmhof). Obecnie znajduje się tam pomnik pamięci i oddział muzeum.

### Religia
Na osiedlu znajdują się trzy katolickie kościoły parafialne:
- Kościół pw. Najświętszego Serca Jezusowego i Świętej Marii Małgorzaty Alacoque
- Sanktuarium Świętości Życia przy Parafii pw. św. Wincentego Pallottiego w Łodzi
- Kościół pw. Świętego Judy Tadeusza Apostoła

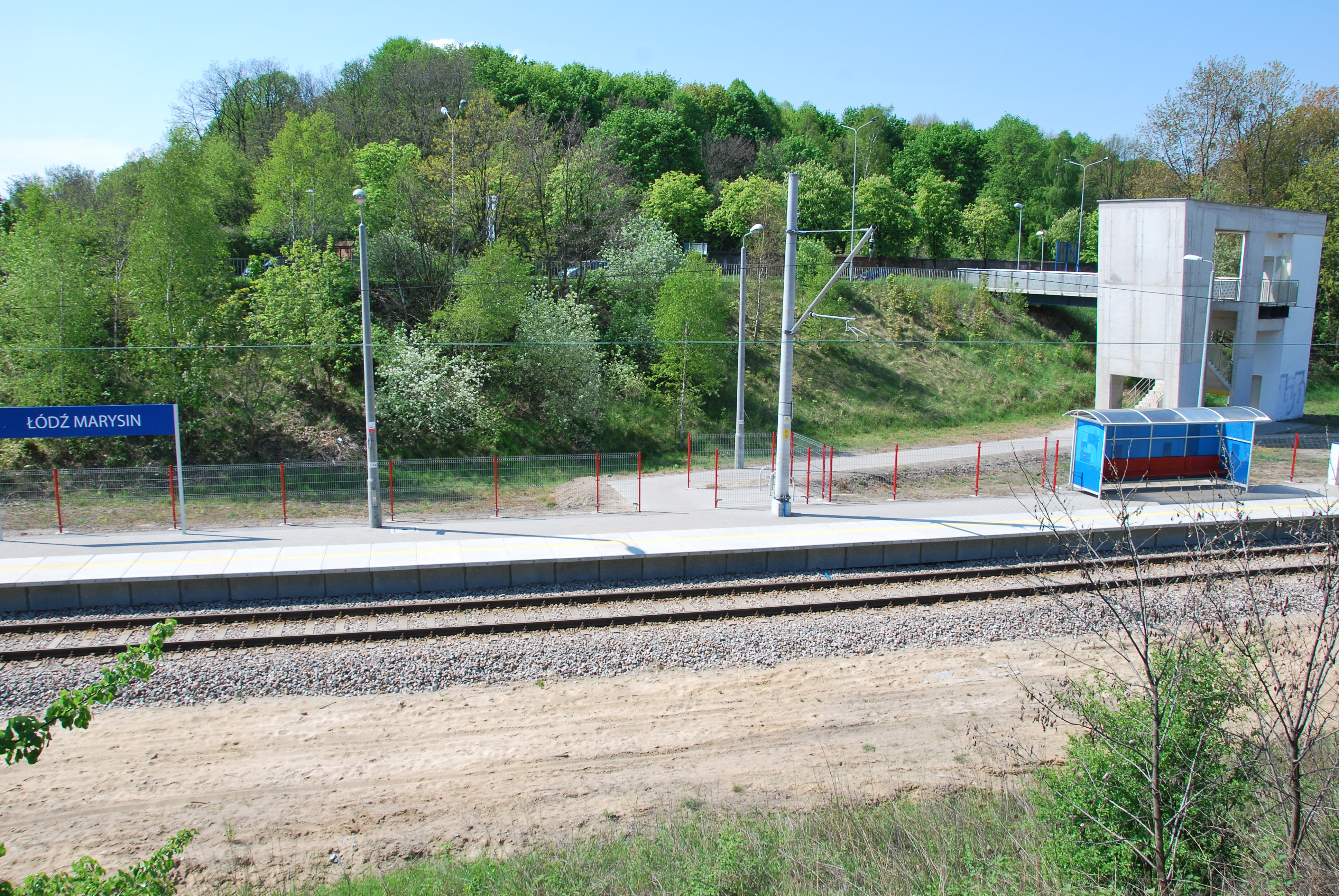
Przystanek Łódź Marysin.

### Komunikacja
Na obszarze osiedla Julianów-Marysin-Rogi znajduje się ważny węzeł na drodze krajowej 72 - rondo Powstańców 1863 r., gdzie krzyżują się ulice Inflancka, Julianowska, Łagiewnicka oraz Warszawska (główna ulica Marysina i Rogów).
Na granicy Marysina i Rogów przebiega linia kolejowa nr 16 (Łódź Widzew – Zgierz). Na terenie osiedla znajduje się przystanek Łódź Marysin (w pobliżu skrzyżowania Strykowska-Inflancka) oraz przystanek  Łódź Warszawska, na których zatrzymują się pociągi Łódzkiej Kolei Aglomeracyjnej i niektóre pociągi InterCity.
Przez osiedle kursują linie autobusowe MPK: 51 (warianty A i B), 65 (warianty A i B), 60 (wariant D), 61, 66, 70, 81, 85 a także linia nocna N2.
Na osiedlu znajduje się również pętla tramwajowa Warszawska (dawniej Wycieczkowa), do której kursowały ulicą Warszawską tramwaje linii 3. Obecnie tramwaje kończą bieg na początku ul. Warszawskiej.(Stan na dzień 5.05.2022)